# Błotniak afrykański
Błotniak afrykański (Circus ranivorus) – gatunek średniej wielkości ptaka szponiastego z rodziny jastrzębiowatych (Accipitridae). Występuje we wschodniej i południowo-wschodniej Afryce. Nie wyszczególnia się podgatunków.

## Zasięg występowania
Zasiedla północno-zachodnie Kongo, centralną i wschodnią Demokratyczną Republikę Konga, centralne i południowe Ugandę i Kenię oraz Tanzanię, Mozambik, Malawi, Zimbabwe, Suazi, Lesotho, północną Botswanę i południową i wschodnią część Republiki Południowej Afryki.

## Środowisko
Żyje na terenach podmokłych, w tym bagnach, rozlewiskach, trzcinowiskach i na brzegach jezior.

## Morfologia
Wymiary średnie:
- długość ciała: 44–49 cm
- rozpiętość skrzydeł:
  - samca: 34,3–36,8 cm
  - samicy: 36,5–39,5 cm

- masa ciała[7]: 430–570 g

Najmniejszy gatunek spośród błotniaków z rodzaju Circus. Ptaki młodociane są bardzo podobne do samicy błotniaka stawowego.
Wierzch ciała ciemny, podobnie jak spód, który jednak ma rdzawy odcień. Lotki i sterówki są w paski. Tęczówka żółta, podobnie jak nogi.

## Pożywienie
70% jego pożywienia stanowią małe gryzonie, ale zjada także żaby, owady i ptaki (czasem do rozmiarów kaczki). Poluje nagle nurkując w powietrzu po ofiarę lub goniąc ją po ziemi. Może jeść padlinę, w tym martwe ryby, lub plądrować gniazda w koloniach czapli, by zjeść jaja i pisklęta.

## Lęgi
Zagęszczenie par lęgowych wynosi około 8 par na km². Zazwyczaj wyprowadza lęgi od czerwca do grudnia, jednak może to robić cały rok, bez zależności od pory deszczowej. Gniazdo stanowi platforma zbudowana z roślinności, w trzcinach, ponad poziomem wody. Liczba jaj wynosi 2–5 (czasami do 6), zazwyczaj są białe bez żadnych plamek. Inkubacja trwa 32–34 dni i zwykle rozpoczyna ją zniesienie pierwszego jaja, pisklęta opierzają się po 38–40 dniach od wyklucia.

## Status i zagrożenia
Międzynarodowa Unia Ochrony Przyrody (IUCN) uznaje błotniaka afrykańskiego za gatunek najmniejszej troski (LC – Least Concern) nieprzerwanie od 1988 roku. Trend liczebności populacji uznaje się za spadkowy.
Głównym zagrożeniem dla błotniaka afrykańskiego jest niszczenie jego środowiska życia – osuszanie terenu i wypalanie traw. Możliwe, że przemieszczają się one w inne miejsca, gdzie z powodu zbudowania tamy utworzy się nowy teren podmokły. Niski sukces lęgowy może być wynikiem nagromadzenia substancji szkodliwych w jajach.